# Club photographique Tampei
Le club photographique Tampei (丹平写真倶楽部) était une organisation basée à Osaka et existant de 1930 à 1941 pour promouvoir l'art d'avant-garde et, vers la fin de son existence, la photographie sociale.

## Histoire

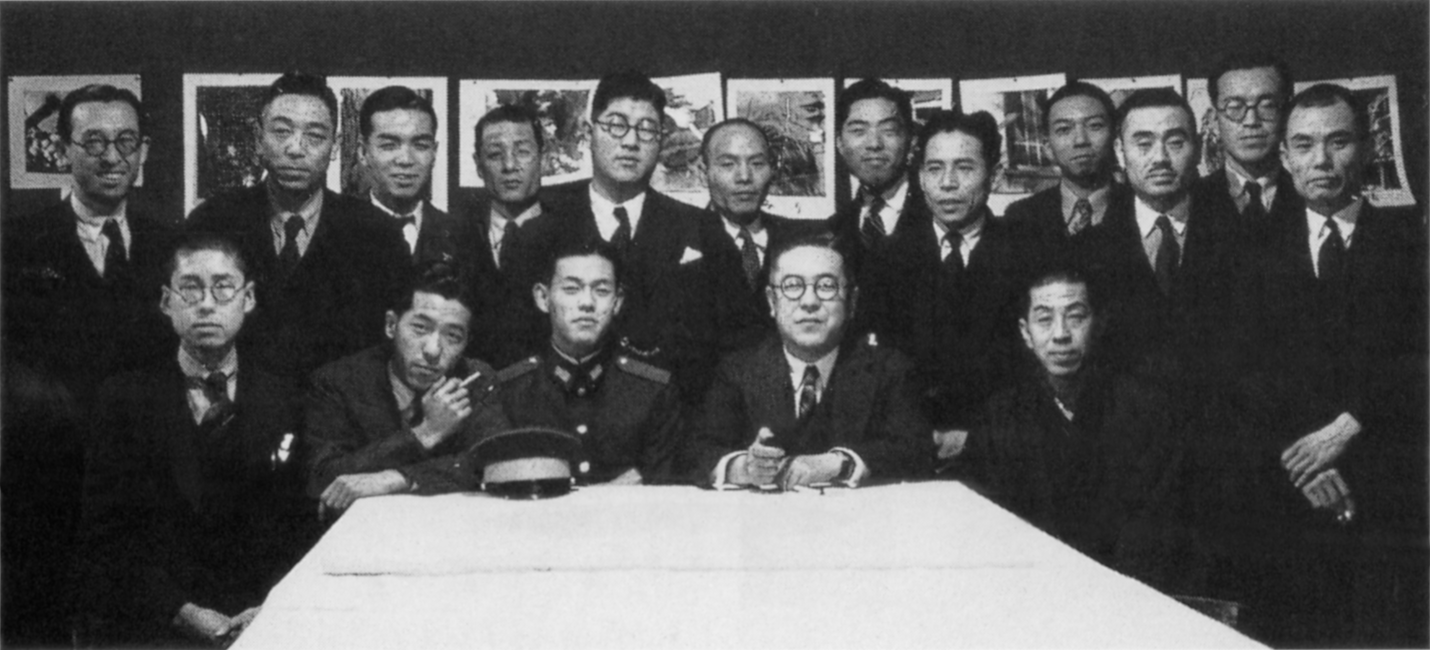
Les membres du club en 1939.

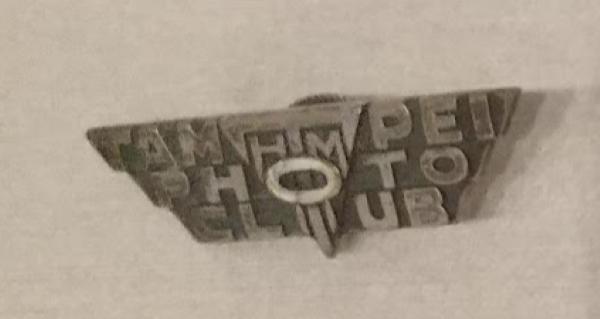
Badge des membres du Club.

L'organisation est fondée par Bizan Ueda et d'autres photographes qui achetaient leur matériel à la pharmacie Tampei (丹平薬局, Tanpei yakkyoku) dans le quartier de Shinsaibashi.
Parmi les membres fondateurs se trouvent Terushichi Hirai, Kōrō Honjō et Tōru Kōno, d'autres rejoindront le club plus tard comme Kaneyoshi Tabuchi et Nakaji Yasui.
La première exposition du club se tint en 1931, suivie d'une seconde en 1932 qui montra des travaux d'avant-garde et eut un grand impact sur les visiteurs. En 1935 eut lieu la première exposition à Tokyo. Le club commence ensuite à expérimenter de nouveaux processus comme le photogramme ou la solarisation.
La 23e exposition eut lieu en mars 1941 avec pour sujet les juifs déportés à Kobé par le régime nazi intitulée « Juifs réfugiés » (流氓ユダヤ, Ryūbō Yudaya) composée de 22 clichés. Six d'entre eux furent pris par Yasui en deux séances. Le club fut obligé de fermer plus tard dans l'année.
Il redémarra après la guerre mais ne regagna jamais son importance.

## Crédit d'auteurs
- (en) Cet article est partiellement ou en totalité issu de l’article de Wikipédia en anglais intitulé « Tampei Photography Club » (voir la liste des auteurs).